# Blindman's Justice
Blindman's Justice è il secondo album degli Swedish Erotica, pubblicato nel 1995 per l'etichetta discografica Empire Records.

## Tracce
1. White Sister
2. Heaven, Hell or Hollywood
3. Blindman's Justice
4. Too Good to Be True
5. King of Pain
6. Blue Movies
7. Bach in the Saddle
8. Sweetest of Sins
9. Rough Enough
10. Show a Little Lace
11. Satisfied

## Formazione
- Anders Moller - voce, chitarra acustica
- Magnus Axx - chitarra, cori
- Morgan Le Fay - chitarra, cori
- Ken Sandin - basso, cori